# Liste der Monuments historiques in Aussonne
Die Liste der Monuments historiques in Aussonne führt die Monuments historiques in der französischen Gemeinde Aussonne auf.

## Liste der Bauwerke
| Bezeichnung                  | Beschreibung              | Standort | Kennzeichnung | Schutzstatus | Datum | Bild |
| ---------------------------- | ------------------------- | -------- | ------------- | ------------ | ----- | ---- |
| Kirche Notre-Dame-du-Rosaire | Erbaut im 15. Jahrhundert | (Lage)   | PA00094270    | Inscrit      | 1926  |      |

## Liste der Objekte
| Bezeichnung                                                                            | Beschreibung                                | Standort                                   | Kennzeichnung | Schutzstatus | Datum | Bild |
| -------------------------------------------------------------------------------------- | ------------------------------------------- | ------------------------------------------ | ------------- | ------------ | ----- | ---- |
| Skulptur Pietà                                                                         | Holz, bemalt, um 1500                       | in der Kirche Notre-Dame-du-Rosaire (Lage) | PM31000015    | Classé       | 1975  |      |
| Skulpturengruppe: Madonna mit Kind, heiliger Dominikus und heilige Katharina von Siena | Holz, bemalt und vergoldet, 17. Jahrhundert | in der Kirche Notre-Dame-du-Rosaire (Lage) | PM31000016    | Classé       | 1975  |      |
| Skulptur Christus am Kreuz                                                             | Holz, bemalt und vergoldet, 14. Jahrhundert | in der Kirche Notre-Dame-du-Rosaire (Lage) | PM31000017    | Classé       | 1975  |      |